# Stanisław Buratyński
Stanisław Buratyński (ur. 3 maja 1908 we wsi Kolanki koło Stanisławowa, zm. 28 grudnia 1994 w Krakowie) – historyk, archeolog i działacz społeczny.

## Życiorys
Ukończył krakowskie gimnazjum im. Św. Jacka, a następnie studia historyczne na Wydziale Filozoficznym Uniwersytetu Jagiellońskiego. Uczestniczył w kampanii wrześniową, został uwięziony w obozie jenieckim, z którego został zwolniony w 1940. Prowadził działalność konspiracyjną, uczestniczył ratowaniu zbiorów naukowych i cennych zabytków archeologicznych przed rabunkiem przez hitlerowców, był zaangażowany w organizowanie tajnego nauczania. Podczas budowy kombinatu metalurgicznego w Nowej Hucie został powołany na stanowisko kierownicze w Kierownictwie Prac Wykopaliskowych w Nowej Hucie. Doktorat z archeologii obronił na Uniwersytecie Jagiellońskim w 1952 r. W latach 1954–1981 kierował Oddziałem Nowohuckim Muzeum Archeologicznego w Krakowie. Miał duże osiągnięcia w ratowaniu zabytków archeologicznych na terenie Nowej Huty; odznaczony m.in. Złotym Krzyżem Zasługi, Krzyżem Kawalerskim Orderu Odrodzenia Polski, Złotą Odznaką za Ratowanie Zabytków, Medalem PTA „Zasłużony dla Archeologii Polskiej”, Złotą Odznaką Miasta Krakowa, Odznaką Budowniczy Nowej Huty i innymi.
Spoczywa na cmentarzu Rakowickim (kw. GA, rząd 1, miejsce 2).